# Alertador

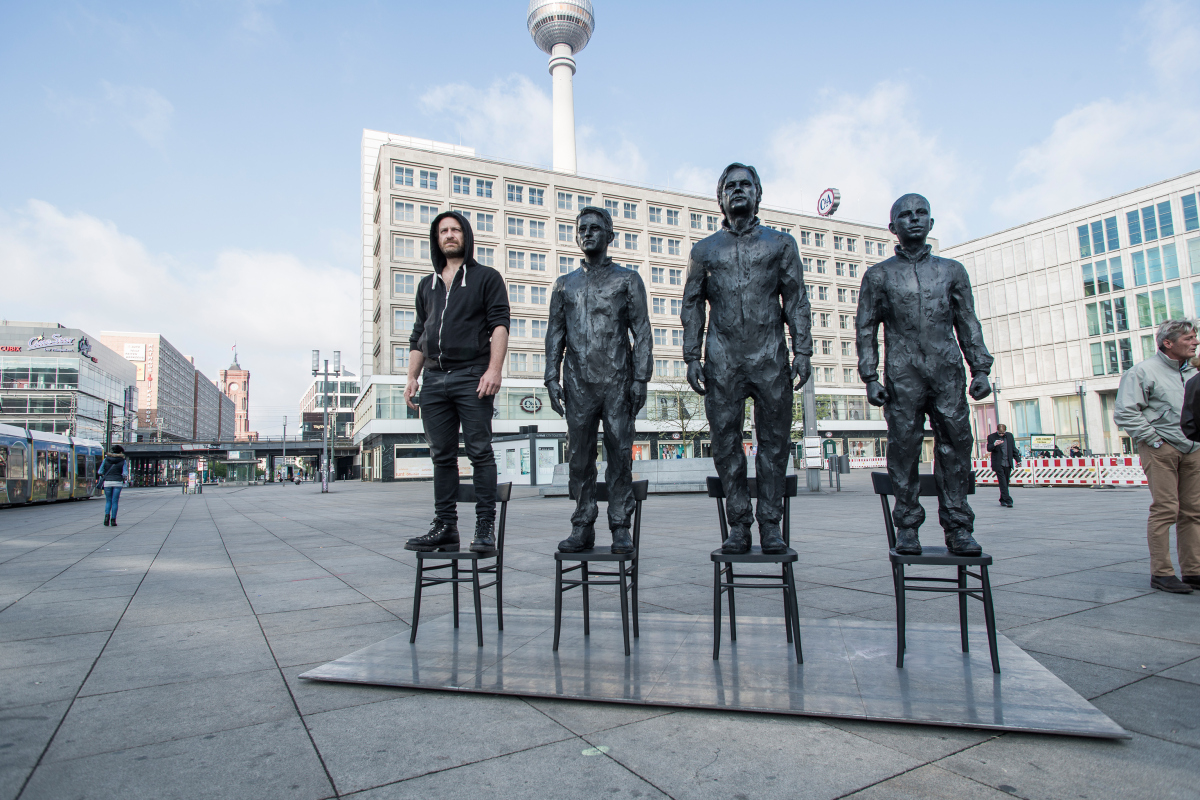
Anything to Say?, escultura itinerant de bronze de Davide Dormino dedicada als alertadors, situada a l'Alexanderplatz de Berlín. Les tres persones representades són Edward Snowden, Julian Assange i Chelsea Manning.

Un alertador (en femení, alertadora) és una persona que treballa per a un organisme i denuncia públicament o a un tercer les faltes o les irregularitats comeses per aquest organisme per motius d'interès públic.
El terme anglès whistleblower ('xiulador'), prové de la pràctica dels oficials de policia britànics que sonaven els seus xiulets quan s'adonaven de la comissió d'un crim per a alertar al públic i altres policies del perill. En neerlandès es diu klokkenluider ('campaner'), en referència a la persona que fa sonar la campana d'alarma. El límit entre un alertador, un terme amb una connotació ètica positiva i un delator o traïdor amb una connotació negativa depèn del punt de vista de l'observador. En denúncies en l'àmbit polític, sovint cal una distància històrica per tal de poder triar entre alertador i traïdor. L'eticitat de l'acte depèn damunt de tot de l'absència d'ànim de lucre o altres beneficis personals en l'alertador.
Aquesta revelació pot ser de diversos tipus: una violació d'una llei, una regla o regulació que pot ser una amenaça a l'interès públic. Es tracta sovint de frau financer, d'abusos de béns socials, no respecte sistemàtic de lleis de salut o seguretat o de corrupció política i econòmica. Com generalment la persona pertany a aquesta mateixa organització que acusa, l'organització invoca la ruptura del secret professional o l'abús de confiança i àdhuc espionatge quan es tractaria de secrets d'estat per a contraatacar.
Els alertadors poden fer les seves al·legacions internament, amb altres persones, en l'organització o, externament, a reguladors, agències, grups mediàtics o grups que tinguin una relació amb el tema. Es troben sovint en un conflicte personal entre la seva lleialtat a l'organització, la seva consciència ètica i els riscs als quals s'exposen: represàlies, pèrdua de la feina i llargs plets costosos. En un estat de dret les regles internes d'una organització no poden ser contràries al dret públic i una organització no pot en qualsevol cas obligar els seus membres o empleats de silenciar actes criminals o errors majors. El que sí que pot prohibir-se és la revelació de secrets de fabricació, de plans estratègics ecc. Uns altres secrets protegits poden ser les confidències obtingudes dins una relació d'assistència individual per un metge, un advocat o un terapeuta, o també el dret d'un periodista de no revelar les seves fonts.

## La protecció legal de l'alertador
Després d'uns escàndols a l'inici del segle, la Unió Europea va decretar el 2004 unes disposicions més estrictes per a reglar la denúncia d'irregularitats. El 2012 es van actualitzar les disposicions per tal de recordar als empleats que: «tot i que la denuncia és un dret en molts sistemes jurídics, al cas d'empleats de la Unió Europea, és un deure. En certs casos, l'omissió d'una denúncia pot considerar-se com a complicitat. El desembre de 2010 el Senat dels Estats Units va aprovar un projecte de llei que protegeix els empleats governamentals que informin de casos d'abús, frau i malbaratament. L'Agència espanyola de protecció de dades va propagar un sistema de denúncies internes dins les empreses, compatible amb les disposicions de protecció de dades personals. L'OCDE va decretar una directriu voluntària per a empreses a la qual recomanen que l'empresa «estableix mecanismes de protecció de treballadors que de bona fe, donen el senyal d'alarma […] o que informen les autoritats públiques competents de pràctiques contràries a la llei.»
Tot i això, a Espanya aquesta pràctica és quasi desconeguda. A Catalunya, l'Oficina Antifrau va crear-se el 2008 i un dels seus papers en la lluita antifrau als serveis públics consisteix a donar un canal discret per a alertadors de frau als serveis públics de la Generalitat. La situació d'empleats d'empreses privades incita a la prudència: cal verificar si no hi hagués un procediment intern per seguir o una autoritat pública (policia, tribunal...) competent per contactar abans d'adreçar-se a les mitjans de comunicació. És important disposar de proves i d'un fitxer ben documentat, incloent-hi els passos empresos després de conèixer la irregularitat. S'aconsella d'informar-se sobre els seus drets i deures prop del seu sindicat o un advocat.

## Alertadors destacats
- 1971 Daniel Ellsberg va revelar els Papers del Pentàgon i les mentides sobre la Guerra del Vietnam
- 1996 Jeffrey Wigand, quadre de la indústria del tabac, va revelar que el sector ja des dels anys 1940 coneixia la naturalesa addictiva i concerígena del tabac
- Daniel Domscheit-Berg (1978), pseudònim de Daniel Schmitt, un activista informàtic alemany.
- 2006 A nivell internacional el lloc web Wikileaks, creat per Julian Assange, distribueix revelacions d'informació confidencial que li confien alertadors anònims. Altres llocs web, que han aparegut posteriorment, són Brussels Leaks Arxivat 2010-12-25 a Wayback Machine., OpenLeaks Arxivat 2011-02-21 a Wayback Machine., TradeLeaks Arxivat 2010-12-22 a Wayback Machine., IndoLeaks Arxivat 2011-01-31 a Wayback Machine..
- 2008-2009: Stéphanie Gibaud sobre el frau fiscal de l'UBS de Suïssa a França i Brad Birkenfeld ho feu contra l'UBS als EUA.
- 2009 Itziar González sobre els casos de corrupció a Ciutat Vella i a Hotel del Palau, aquest últim també amb Joan Llinares.[13]
- 2009 Hervé Falciani sobre l'HSBC de Suïssa.
- El juny 2013, Edward Snowden antic col·laborador de la CIA i de l'NSA va desvelar l'existència d'un vast programa de vigilància de la internet, realitzat secretament pels Estats Units i el Regne Unit.